# Lutz Frisch

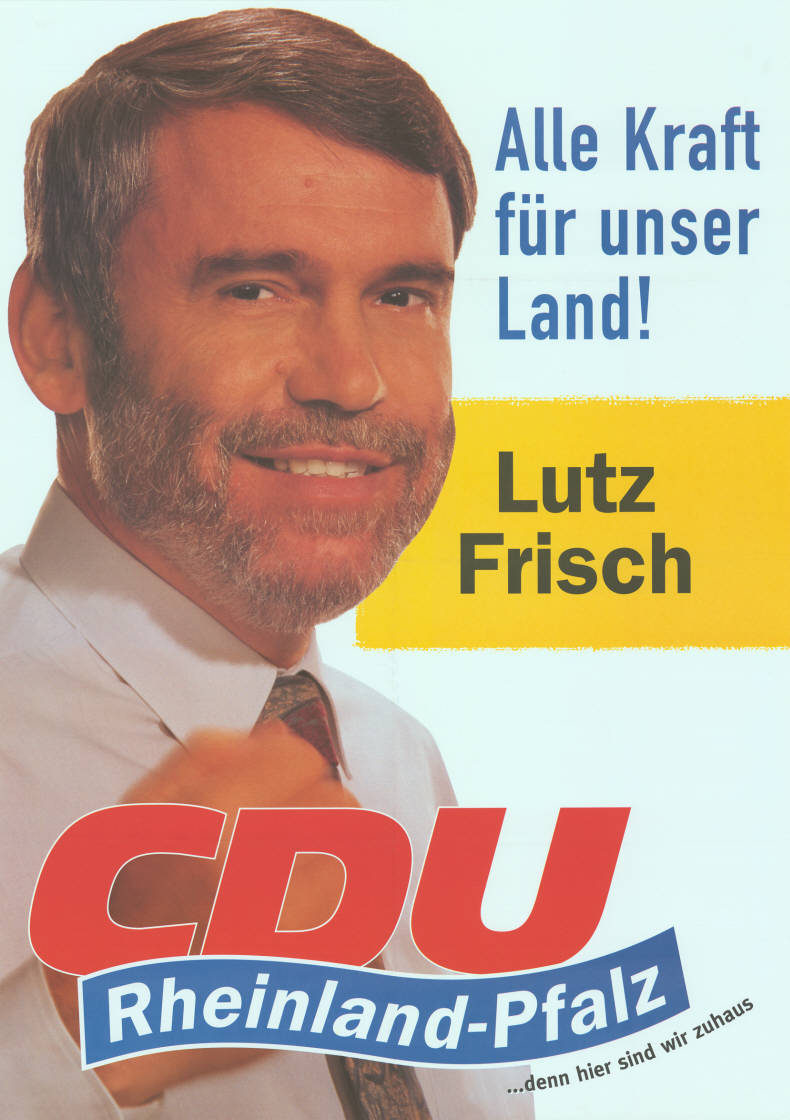
Kandidatenplakat zur Landtagswahl in Rheinland-Pfalz 1996

Ludwig Eugen „Lutz“ Frisch (* 18. Januar 1944 in Mainz) ist ein deutscher Politiker (CDU).

## Leben und Beruf
Frisch wuchs in Neustadt an der Weinstraße auf. Im Jahr 1963 schloss er dort das Altsprachliche Gymnasium (seit 1964 Kurfürst-Ruprecht-Gymnasium) mit dem Abitur ab. In Heidelberg und Mainz studierte er die Fächer Latein und Sport für das Lehramt an Gymnasien. Er wurde Mitglied der katholischen Studentenverbindung KStV Palatia Heidelberg im KV.   Er legte 1969 das Zweite Staatsexamen ab und unterrichtete in der Folge als Lehrer. Im Jahr 1982 wurde er Schulleiter des Leibniz-Gymnasiums in Neustadt. Frisch ist verheiratet und Vater dreier Kinder.

## Politik
Im Jahr 1968 trat Frisch in die CDU ein. 1974 wurde er erstmals in den Stadtrat von Neustadt an der Weinstraße gewählt, 1979 wurde er dort CDU-Fraktionsvorsitzender. Mitglied des Landtags von Rheinland-Pfalz wurde er am 1. März 1995. Bei der Landtagswahl im März 2001 gewann er das Direktmandat im Wahlkreis 42 (Neustadt an der Weinstraße) und zog erneut in den Landtag ein. Dort war er tätig als Mitglied des Ausschusses für Bildung und Jugend sowie als stellvertretender Vorsitzender des Ausschusses für Wissenschaft, Weiterbildung, Forschung und Kultur. Er schied zum Februar 2005 aus dem Amt, als Nachrückerin in den Landtag folgte auf ihn Brigitte Hayn.